# Castillo de Añués
El castillo de Añués se encuentra en el despoblado de Añués, a caballo entre los términos municipales de Sangüesa (Navarra) y Sos del Rey Católico (Zaragoza), junto al canal de Bardenas. 

## Historia
Existen noticias de Añués desde el siglo IX (880) cuando se contaba entre las posesiones del monasterio de Leyre por donación del rey García Íñiguez. Nuevamente vuelve a aparecer en 1098 con el nombre de Anivessem o Anoisse en la relación confirmada de posesiones dada al abad Raimundo con motivo de la consagración del monasterio de Leyre. Ya en 1136 perteneciendo al Reino de Aragón, se realizaron obras de fortificación en previsión de invasiones navarras. Permaneció en el señorío del monasterio de Leyre hasta 1305, en que los monjes renunciaron en favor de Jaime II de Aragón, a cambio del patronazgo sobre la iglesia de La Real. 
Juan II de Aragón lo entregó en señorío en 1473 a Juan Ortiz en agradecimiento por la ayuda prestada por este durante la guerra civil de Navarra pero fue perdiendo importancia y quedó despoblada en el siglo XV.
Sus últimos señores fueron los Añués hasta la Desamortización siendo adquirida en 1840 por la familia Bonafonte, en cuya propiedad continúa. 

## Descripción
El castillo de Añués es una fortificación construida sobre una pequeña prominencia del terreno a la sombra del monte Chaparral, lo que hace pensar que se trataba de un puesto de vigilancia sobre la vecina Navarra. Se compone de una torre cuadrada construida con sillería de unos 4 metros de lado rematada con almenas y con saeteras en sus muros. Su interior es sólo una escalera de caracol para acceder a la terraza. La puerta de acceso es un arco de medio punto y se comunicaba con la iglesia románica que tenía adosada y que tiene ábside semicircular y nave rectangular de unos 18 por 6 metros. 
En la actualidad la iglesia, dedicada a San Pedro, ha perdido la techumbre aunque conserva los arranque de la bóveda, que debía ser de cañón apuntado reforzada por tres arcos fajones.